# Филипчук, Михаил Юрьевич
Михаил Юрьевич Филипчук (род. 18 сентября 1988, Душанбе) — российский актёр.

## Образование
МФТИ, факультет общей и прикладной физики, кафедра квантовой радиофизики.

## Фильмография
- 2004 — Вечерний звон
- 2003 — Мы дети твои, Москва. Детство (короткометражный) — Юра Лужков в детстве
- 1998 — Незнакомое оружие или Крестоносец 2 — Саша-младший
- 1997 — Сирота казанская — Демендеев
- 1997 — Вор — Санька

## Кинонаграды
- 15 ноября, 1997 — Приз VIII Международного фестиваля актёров кино «Созвездие» в номинации «Дебют»
- Лауреат Премии «Золотой Овен» в категории лучшая детская роль (1997, за фильм «Вор»)
- Лауреат Специального приза жюри актёрскому трио (вместе с Владимиром Машковым и Екатериной Редниковой) на I МКФ в Таллине (1998, за фильм «Вор»)
- 1998, получил приз Young Artist Award («Детский Оскар»), как лучший исполнитель роли в зарубежном фильме (Вор, 1997).